# سارة بلاو
سارة بلاو (بالعبرية: שהרה בלאו‏) هي صحفية ومؤلفة وكاتِبة إسرائيلية، ولدت في 17 مايو 1973 في بني براك في إسرائيل.